# James Conlon
James Conlon (New York, 18 marzo 1950) è un direttore d'orchestra statunitense.
Dal 2016 è Direttore Principale dell'Orchestra Sinfonica Nazionale della RAI di Torino.

## Biografia
Nacque a New York, nel 1950, è cresciuto in una famiglia con altri quattro fratelli a Cherry Street, Douglaston, Queens, New York. Sua madre, Angeline L. Conlon, era scrittrice freelance, mentre suo padre era assistente presso il Commissario del Lavoro di New York durante l'amministrazione di Robert F. Wagner.. Il bisnonno, Giuseppe Di Grazia, era originario di Calvello in Basilicata. I suoi fratelli non erano portati alla musica, né lo furono i suoi genitori. All'eta di undici anni, è stato invitato ad andare ad una rappresentazione de La traviata da una società amatoriale fondata dalla madre di Edith Mugdan, madre del migliore amico di Conlon, Walter Mugdan, fondatore della North Shore Opera. Rimasto folgorato dalla prestazione partecipò a delle lezioni di musica divenendo corista in un coro di voci bianche in una società del distretto di New York del Queens. Desiderava diventare tenore o baritono, desiderando persino di ricoprire il ruolo femmine di Carmen. Si rese conto infine che il suo talento era per la direzione d'orchestra operistica. Conlon è noto per le sue interpretazioni delle opere di Zemlinsky e, soprattutto dei compositori che subirono la persecuzione nazista, come Viktor Ullmann, Pavel Haas, Kurt Weill, Erich Wolfgang Korngold, Karl Amadeus Hartmann, Erwin Schulhoff e Ernst Křenek.
Fra il 1995 ed il 2004, è stato direttore musicale dell'Opéra national de Paris.

## Formazione
All'età di 15 anni entrò nella Fiorello H. La Guardia High School of Music & Art, mentre a diciotto fu accettato nell'Aspen Institute al corso di direzione d'orchestra, e, nel settembre 1968 si iscrisse alla Juilliard School.  Nel 1971 a seguito di un tour in Europa della Juilliard Orchestra, venne invitato al Spoleto come assistente del coro e direttore d'orchestra répétiteur. Durante quel periodo, diresse una performance di Boris Godunov. Ricordò in giovane età che si era innamorato di quest'opera desiderandola dirigere prima di tutte le altre.
Nel 1972, ad una produzione prevista dalla Juilliard La bohème diretta dal regista Michael Cacoyannis, il direttore d'orchestra Thomas Schippers mancò improvvisamente. In quel periodo Maria Callas stava facendo una serie di masterclass alla Juilliard e sentì Conlon durante le prove. La Callas suggerì al presidente della Juilliard, Pietro Mennin, di affidare a Conlon la direzione dell'orchestra dell'opera. Così Stanisław Skrowaczewski si incaricò di istruire per mesi James Conlon in modo che potesse dirigere l'orchestra.

## Carriera

### New York, Metropolitan
Conlon ricevette il premio in direzione d'orchestra dell'American National Orchestra Association. Nel 1974 divenne il più giovane direttore d'orchestra impegnato nella New York Philharmonic Orchestra. Nel 1976 debuttò al Metropolitan Opera di New York con Il flauto magico e in Otello al Kennedy Center di Washington James McCracken. Seguirono:
- Nel 1977, sempre al Metropolitan, La bohème con Renata Scotto, Plácido Domingo e José van Dam.
- Nel 1978 Tosca con José Carreras e Renato Capecchi e La traviata.
- Nel 1979 Carmen ed Aida con Fiorenza Cossotto
- Nel 1979 ha debuttato al Covent Garden di Londra dirigendo Don Carlos con Renato Bruson e Boris Christoff.
- Nel 1980, sempre alla Royal Opera House, nel 1980 dirige Die Zauberflöte con Kiri Te Kanawa,
- Nel 1981 Simon Boccanegra con Sherrill Milnes e Leona Mitchell
- Nel 1982 Pagliacci con Jon Vickers e Piero Cappuccilli e Cavalleria rusticana e nel 2008 Boris Godunov.
- Nel 1982 Il trovatore con Leontyne Price e Boris Godunov,
- Nel 1988 Khovanshchina,
- Nel 1990 Salomè con Hildegard Behrens e Semiramide con Marilyn Horne e Samuel Ramey.
- Nel 1991 Le nozze di Figaro con Frederica von Stade
- Nel 1992 L'olandese volante e Jenůfa di Leoš Janáček con Leonie Rysanek
- Nel 1994 Lady Macbeth del Distretto di Mcensk e Peter Grimes,
- Nel 1999 Susannah di Carlisle Floyd con Renée Fleming,
- Nel 2002 I dialoghi delle Carmelitane
- Nel 2005 Un ballo in maschera e la prima assoluta di An American Tragedy di Tobias Picker con Susan Graham e Jennifer Larmore
- Nel 2006 un concerto con The MET Orchestra nella Carnegie Hall
- Nel 2009 La damnation de Faust con Ramón Vargas
- Nel 2013 Sogno di una notte di mezza estate.

### Altre direzioni
Fino al 2014 Conlon ha diretto in 280 rappresentazioni al Met. 
Dopo gli impegni con la Paris Opéra, Maggio Musicale a Firenze, Rotterdam Philharmonic Orchestra e Chicago Lyric Opera, nel 1989 divenne direttore dell'Opera di Colonia. Nel 1996 fu nominato direttore musicale della Opéra National de Paris mentre prestava servizio anche come direttore musicale della città di Colonia, in Germania.
Dal suo debutto New York Philharmonic nel 1974 su invito di Pierre Boulez, Conlon ha suonato con praticamente tutte le più importanti orchestre del Nord America ed Europee. Ha anche suonato con molte delle compagnie d'opera più importanti del mondo, tra cui Teatro alla Scala (Milano), la Royal Opera House di Covent Garden (Londra), la Lyric Opera di Chicago, e il Maggio Musicale Fiorentino (Firenze). Associate per quasi 30 anni con la Metropolitan Opera, dove fece il suo debutto nel 1976, ha diretto più di 250 esibizioni lì, conducendo una vasta gamma di opere da quelle italiane, tedesche, francesi, russe e ceche.
Conlon continua a essere direttore musicale del Cincinnati May Festival, incarico che ricopre dal 1979.
Ha inoltre ricoperto diversi e importanti incarichi in Europa, tra cui come Direttore Principale dell'Orchestra filarmonica di Rotterdam (1983-1991), direttore musicale generale di Colonia, in Germania (1989-2002), dove è stato contemporaneamente direttore musicale della Gürzenich Orchestra e l'Opera di Colonia, e Direttore Principale del Teatro dell'Opéra National de Paris (1995-2004). La sua permanenza a Parigi è stata la più lunga dal 1939. La sua leadership fu associata ad un aumento del livello artistico, alla produttività complessiva e alle presenze, che, in un'epoca di diminuzione degli spettatori, è aumentata negli ultimi dieci anni .

### Parigi
Conlon a Parigi ha ricoperto diversi incarichi, tra cui la direzione d'orchestra per diverse opere
- Nel 1995 dirige La bohème
- Nel 1996 Rigoletto con Ramón Vargas e Andrea Rost e Lohengrin con Gwyneth Jones,
- Nel 1997 Pelléas et Mélisande con José van Dam, Le nozze di Figaro con Barbara Bonney, un concerto sinfonico e La traviata con Angela Gheorghiu,
- Nel 1998 Tristano e Isotta, Carmen con José Cura, Don Carlo con Ramey e Der Zwerg di Alexander von Zemlinsky e L'Enfant et les sortilèges,
- Nel 1999 Parsifal, Don Giovanni con Bryn Terfel, Carol Vaness, Barbara Frittoli e José van Dam, Turandot e Falstaff,
- Nel 2000 Les contes d'Hoffmann con Natalie Dessay, L'olandese volante, Nabucco e Don Quichotte di Jules Massenet,
- Nel 2001 Peter Grimes, Wozzeck e Khovanshchina,
- Nel 2002 Macbeth con Leo Nucci ed Il cavaliere della rosa con Angelika Kirchschlager, Rusalka (Dvořák) con Renée Fleming, Boris Godunov,
- Nel 2003 Perelà, uomo di fumo di Pascal Dusapin, I vespri siciliani con Ferruccio Furlanetto, Salomè ed I maestri cantori di Norimberga
- Nel 2004 l'Otello di Verdi con Jonas Kaufmann e Bluebeard's Castle di Béla Bartók e
- Nel 2007 Simon Boccanegra.

### Chigago, Edimburgo, Milano, Firenze
All'Opera di Chicago nel 1988 dirige La forza del destino con Nucci e  Florindo Andreolli e Falstaff con Ingvar Wixell, la Horne, Alessandro Corbelli e Jerry Hadley e nel 1989 Don Carlo con Tatiana Troyanos, la Te Kanawa e Ramey.
Nel 1988 dirige la prima esecuzione nella Husher Hall di Edimburgo del Requiem di Verdi.
Nel Teatro alla Scala di Milano nel 1993 dirige Oberon (opera), nel 2000 Wozzeck con Waltraud Meier, nel 2004 nel teatro degli Arcimboldi Eine florentinische Tragödie di Zemlinsky e Gianni Schicchi con Nucci, nel 2005 la prima assoluta di Perelà Suite di Pascal Dusapin trasmesso da Retequattro e nel 2010 Rigoletto.
Nel Teatro Comunale di Firenze nel 1995 dirige la replica di Macbeth (opera) di Giuseppe Verdi, nel 1998 Der Zwerg di Alexander von Zemlinsky, Gianni Schicchi, nel 2004 Kovancina e nel 2008 Lady Macbeth del Distretto di Mcensk trasmesso da Rai 5.
Nel 2002 è stato insignito della Légion d'honneur.
Nel 2006 dirige nella colonna sonora del film Il flauto magico.

### Los Angeles, Venezia, Modena, Roma, Edimburgo, Torino
Dalla stagione 2006-2007, Conlon è il direttore musicale della Los Angeles Opera. Attualmente è anche direttore musicale della Ravinia Festival, ricoprendo questo incarico dal 2005. Nel settembre 2007, Conlon ha prolungato il suo contratto con la Los Angeles Opera fino alla stagione 2010-2011.
Il suo lavoro a Los Angeles Opera include una serie chiamata "Recovered Voices", un progetto pluriennale durante il quale Conlon porterà la musica dei compositori colpiti dalla Shoah alla Los Angeles Opera. La serie inizia questa stagione con un doppio disegno di Alexander von Zemlinsky's Der Zwergem, I Nani, Viktor Ullmann' s Der zebrochene Krug opere, la brocca rotta funziona, e comprenderà da compositori come Schreker e Braunfels, tra gli altri, nelle stagioni future. Sin dall'inizio della sua permanenza a Los Angeles Opera, Conlon ha cercato di stabilire una tradizione wagneriana a Los Angeles.
Nel 2006 dirige un concerto con l'Orchestra Regionale dell'Emilia Romagna nel Teatro comunale Luciano Pavarotti di Modena.
Nel 2008 dirige due concerti nel Teatro La Fenice di Venezia.
Nel 2010 dirige Niño all'Edinburgh International Festival.
A Los Angeles nel 2011 dirige Eugene Onegin e Così fan tutte e nel 2012 Simon Boccanegra con Plácido Domingo, Albert Herring di Benjamin Britten, I due Foscari con Domingo e Don Giovanni (opera).
Nel 2012 dirige Sogno di una notte di mezza estate (opera) al Teatro dell'Opera di Roma ed al Martin Theatre di Chicago per il Ravinia Festival, Die Zauberflöte ed Idomeneo, re di Creta e Don Giovanni con Ildebrando D'Arcangelo.
Nel 2013 al Ravinia Festival dirige Aida con Roberto Alagna e The Burning Fiery Furnace, la Fornace Ardente, di Britten ed a Los Angeles Falstaff con Roberto Frontali e Carmen Giannattasio e Il Flauto Magico con Erika Miklósa e nel 2014 a Los Angeles Billy Budd (opera), Lucia di Lammermoor con Saimir Pirgu e La traviata con Nino Machaidze ed al Ravinia Salomè.
Nel 2014 dirige I due Foscari al Theater an der Wien, I vespri siciliani con Franco Vassallo e Ferruccio Furlanetto al Teatro Real di Madrid e The Prodigal Son di Britten nella Basilica di Santa Maria in Aracoeli a Roma.
Nel 2015 dirige The Ghosts of Versailles, i Fantasmi di Versalilles, di John Corigliano con Patti LuPone, Il barbiere di Siviglia (Rossini) con Alessandro Corbelli e Le nozze di Figaro a Los Angeles, La dama di picche (opera) a Roma, Così fan tutte al Festival dei Due Mondi di Spoleto, debutta al Wiener Staatsoper con Khovanshchina ed a Los Angeles Moby-Dick di Jake Heggie e Norma (opera).
Nel 2016, 1º gennaio, conduce la tredicesima edizione del Concerto di Capodanno di Venezia al Teatro La Fenice. Trasmesso in mondovisione, «James Conlon sul podio dell'Orchestra e Coro del Teatro La Fenice è stato affiancato dal soprano statunitense Nadine Sierra e dal tenore Stefano Secco»
Dall'ottobre 2016 è il Direttore principale dell'Orchestra sinfonica nazionale della RAI. Dall'ottobre 2019 è il Direttore onorario dell'Orchestra Regionale Toscana.

## CD parziale
- Beethoven: Triple Concerto, Op. 56, Concerto Triplo - Trio Wanderer/Gürzenich-Orchester Kölner Philharmoniker/James Conlon, 2000 harmonia mundi
- Chopin: Piano Concerto No. 1 - Nobuyuki Tsujii/Fort Worth Symphony Orchestra/James Conlon, 2010 harmonia mundi
- Corigliano: The Ghosts of Versailles, il Fantasma di Versailles - James Conlon/Patricia Racette/Guanqun Yu/Patti LuPone, Chandos 2016 - Grammy Award for Best Opera Recording 2017
- Debussy: Jeux, Khamma & Le martyre de Saint-Sebastien, Jeux, Khamma  & Il Martirio di San Sebastiano - James Conlon/Rotterdam Philharmonic Orchestra, 1991 Erato
- Liszt: Dante Symphony - Choeur de Concert de Helmond/James Conlon/Rotterdam Philharmonic Orchestra, 1986 Erato
- Mendelssohn: Elias - Chor Der Stadtischen Musikvereins Zu Düsseldorf/Gürzenich Orchester Köln/James Conlon, 1998 EMI/Warner
- Poulenc: Concerto for 2 Pianos, Piano Concerto, Aubade - François-René Duchable/James Conlon/Jean-Philippe Collard/Rotterdam Philharmonic Orchestra, 1996 Erato
- Schreker: Die Gezeichneten "The Stigmatized", "Gli Stigmatizzati"- Los Angeles Opera, 2013 Bridge
- Stravinsky: Le Rossignol; Renard - James Conlon/Natalie Dessay, 1999 EMI/Warner
- Weber: Oberon - James Conlon/Deborah Voigt/Gurzenich-Orchester Kölner Philharmoniker, 2011 Warner
- Zemlinsky: Orchestral Music - James Conlon/Gürzenich-Orchester Kölner Philharmoniker, 2008 EMI
- Zemlinsky: Der Zwerg & Opern-Vorspiele & -Zwischenspiele , Il Nano, Preludio e Intermezzo - James Conlon/Gurzenich-Orchester Kölner Philharmoniker, 2013 Warner
- Zemlinsky: Der Traumgörge, Il Sogno di Görge - James Conlon/Susan Anthony/Gürzenich-Orchester Kölner Philharmoniker/David Kuebler/Iride Martinez/Patricia Racette/Andreas Schmidt, 2001 EMI/Warner
- Bo Skovhus: Baritone Arias - Bo Skovhus/English National Opera Orchestra/James Conlon, 1997 SONY BMG

## DVD & BLU-RAY parziale
- Puccini, Tosca - Conlon/Pavarotti/Verrett/MET Opera Orch., regia Tito Gobbi 1978 Decca
- Verdi, Traviata - Conlon/Fleming/Villazón, 2006 Decca
- Weill: Rise and Fall of the City of Mahagonny - Conlon, McDonald, LuPone, Los Angeles Opera, 2007 EuroArts - Grammy Award for Best Opera Recording e Grammy Award al miglior album di musica classica 2009